# Mariene ecoregio Magdalena Transitie
De Mariene ecoregio Magdalena Transitie (61) (Engels: Magdalena Transition marine ecoregion) is een biogeografische regio en ligt in het oosten van de Grote Oceaan in de Mariene provincie Warme Gematigde Noordoostelijke Stille Oceaan (11) in het Marien rijk Gematigde Noordelijke Stille Oceaan. De mariene ecoregio is vastgesteld door het World Wide Fund for Nature en The Nature Conservancy en is vernoemd naar de Magdalenabaai.
In het noordwesten grenst het gebied aan de mariene ecoregio Southern California Bight (59), in het oosten aan de mariene ecoregio Cortés (60), in het zuidwesten aan de mariene ecoregio Mexicaanse Tropische Stille Oceaan (166) en in het zuiden aan de mariene ecoregio Revillagigedos (164).

## Geografie
De mariene ecoregio ligt in het oosten van de Grote Oceaan voor de zuidwestkust van schiereiland Neder-Californië van Mexico. Het gebied strekt zich uit van de kaap Punta Abreojos in Baja California Sur tot de zuidpunt van het schiereiland met Cabo San Lucas en omvat onder andere de Magdalenabaai.
Door het gebied stroomt de Californische stroom.

## Biogeografie
Het gebied kent zeeleven dat houdt van gematigde temperaturen.